# Biłohirja (obwód zaporoski)
Biłohirja (ukr. Білогір'я) – wieś na Ukrainie, w obwodzie zaporoskim, w rejonie połohowskim, w hromadzie Mała Tokmaczka. W 2001 liczyła 315 mieszkańców.